# Temida (serial telewizyjny)
Temida – polski serial kryminalny z 1987 roku, którego akcja rozgrywa się w dwudziestoleciu międzywojennym. Składa się on z trzech odcinków, tematem każdego z nich jest inne przestępstwo, wokół którego toczy się rozprawa w sądzie. Serial jest filmową adaptacją utworów Stanisława Szenica (Pitaval warszawski i Pitaval wielkopolski)  i Stanisława Waltosia (Pitaval krakowski). Był kręcony m.in. w Krakowie.

## Tytuły odcinków
- odcinek pierwszy: Sprawa hrabiego Rottera
- odcinek drugi: Powrót po śmierć
- odcinek trzeci: Strzały o świcie

## Obsada
- Lech Ordon – radca Jarecki
- Henryk Talar – Jan Rumień
- Edward Lubaszenko – Stolarski
- Marek Bargiełowski – docent Emilian Bitner
- Joanna Wizmur – panna Gąsiorowska, służąca hrabiny Błockiej
- Henryk Machalica – mecenas Gott, adwokat Błockiego
- Henryk Bista – prokurator
- Mariusz Dmochowski – Dziembowski, redaktor naczelny "Głosu Publicznego"
- Andrzej Grąziewicz – hrabia Maciej Błocki
- Wiesław Wójcik – przodownik policji w Zabierzowie
- Jacek Domański – śledczy Kuratowski
- Wiesława Mazurkiewicz – matka
- Anna Romantowska – Ewa Czajkowska
- Andrzej Szalawski – ojciec
- Maciej Szary – naczelnik Kowalik
- Michał Breitenwald – dziennikarz na sali sądowej
- Tadeusz Cygler – lokaj w Błotach
- Krystyna Wachelko-Zaleska – Stefania Stolarska
- Edmund Karwański – hrabia Daczyński, kolega partyjny Błockiego
- Piotr Machalica – Franciszek Fikus, współlokator Rumienia
- Marcin Troński – Rotter